# Cannibal Terror
Cannibal Terror (Originaltitel: Terreur cannibale, bzw. Terror caníbal) ist ein dem Exploitation-Genre nahestehender Kannibalenfilm, der 1981 in französisch-spanischer Co-Produktion entstand.

## Handlung
Die zwei erfolglosen Kleinkriminellen Mario und Roberto entführen mit Hilfe ihrer vollbusigen Freundin Rina die kleine Tochter eines wohlhabenden Großindustriellen. Anschließend fordern sie von den Eltern der kleinen Laurence, den Danvilles, Lösegeld. Noch bevor es zu einer Geldübergabe kommt, wird ein debiler Mittelsmann der Ganoven nach einem Verkehrsunfall von der Polizei verhaftet. Die drei Kidnapper schätzen ihre Situation falsch ein und fliehen aus Furcht vor der Justiz zu einem alten Einsiedler namens Antonio, der in der Nähe eines Kannibalenstammes mit seiner viel jüngeren Gattin Manuela lebt. Der freundliche Gastgeber, der mit den Eingeborenen im Dschungel Handel betreibt, gewährt den Kindesentführern zunächst einen sicheren Unterschlupf.
Die Ereignisse überschlagen sich jedoch, als der triebhafte Mario die attraktive Manuela brutal vergewaltigt. Der rachsüchtige Antonio sühnt das Vergehen und lockt den Peiniger seiner Ehefrau unter einem Vorwand in die Wildnis, um ihn den kannibalischen Eingeborenen auszuliefern. Derweil informiert die gedemütigte Manuela einen sonderbaren Freund über die anwesenden Kidnapper. Dieser kontaktiert die Behörden, so dass binnen kürzester Zeit die besorgten Eltern des kleinen Mädchens verständigt werden. Die Danvilles erreichen mit Unterstützung eines hilfreichen Grenzbeamten schließlich Antonios Anwesen. Ein schnelles Aufeinandertreffen bleibt aus, da die Entführer die Ankunft der kleinen Rettungstruppe bemerken und mit ihrer kindlichen Geisel in den angrenzenden Dschungel fliehen.
In dem Urwald werden Laurence und ihre Entführer von den Kannibalen überwältigt, gefangen genommen und in deren kleine Dorfgemeinschaft gebracht. Antonio, die Kindeseltern und zwei Bewaffnete folgen unbeirrt ihren Spuren. Der Gruppe schließt sich Manuela mit schießwütiger Verstärkung an. Indessen werden Roberto und Rina nach einer feierlichen Zeremonie Opfer der Wilden, während die kleine Laurence Teil der Kannibalengemeinschaft wird. Am Ende des Films gelingt es Antonio die kleine Laurence dank seines Verhandlungsgeschicks aus den Fängen der Kannibalen zu befreien, so dass sie sich in die Arme ihrer Eltern begeben kann.

## Veröffentlichung
Der Film erschien 2001 in deutscher Synchronisation als Videokassette durch X-Rated Kultvideo; kurz darauf erfolgte die DVD-Auswertung in der „Red Edition“ von Laser Paradise. In Deutschland wurde diese Veröffentlichung Ende Dezember 2009 indiziert und auf die sogenannte Liste A gesetzt.

## Kritik
Der Film wird von Standardwerken ignoriert und auf Fanseiten einhellig verrissen; die Szenen seien miserabel gespielt und mit nichtssagenden Dialogen in die Länge gezogen; die Gore-Szenen lächerlich wie die Bemalung der Darsteller der Kannibalen; die Produktion minderwertig und die deutschsprachige Synchronisation schließlich amateurhaft-lächerlich.